# Tetraponera difficilis
Tetraponera difficilis é uma espécie de formiga do gênero Tetraponera, pertencente à subfamília Pseudomyrmecinae.